# Дюртюли (Караидельский район)
Дюртюли́ ((баш. МФА: Дүртөйлөо файле) — деревня в Караидельском районе Республики Башкортостан Российской Федерации. Входит в состав Новобердяшского сельсовета. 

## География

### Географическое положение
Находится на правом берегу реки Юрюзани.
Расстояние до:
- районного центра (Караидель): 39 км,
- центра сельсовета (Новый Бердяш): 6 км,
- ближайшей ж/д станции (Щучье Озеро): 134 км.

## Население
| 2002 | 2009 | 2010 |
| ---- | ---- | ---- |
| 27   | ↗29  | →29  |

Национальный состав
Согласно переписи 2002 года, преобладающая национальность — башкиры (96 %).